# Shine (песня сестёр Толмачёвых)
«Shine» (рус. Сияй) — песня в исполнении российского музыкального коллектива «Сёстры Толмачёвы», с которой они представили Россию на конкурсе песни «Евровидение-2014». Авторами песни являются Джон Баллард, Ральф Чарли и Джерард Джеймс Борг. Релиз песни произошёл 19 марта 2014 года. Релиз музыкального видео произошёл 25 марта 2014 года, режиссёр — Аслан Ахмадов (трио «Fresh Art»). Русская версия песни «Половина» была представлена 4 апреля 2014 года.
7 мая 2014 года сёстры Толмачёвы с песней «Shine» выступили в первом полуфинале «Евровидения» и вышли в финал. Он прошёл 10 мая 2014 года, сёстры Толмачёвы заняли 7 место (6 место по зрителям и 8 по жюри).

## Список композиций
| №  | Название | Длительность |
| -- | -------- | ------------ |
| 1. | «Shine»  | 3:03         |

## Критика
Пользователи соц. сетей восприняли песню в целом положительно; на канале Youtube ролик за 18 часов набрал 180 тысяч просмотров, выйдя в лидеры.
Музыкальный критик Сергей Соседов отметил, что Толмачёвы отображают чистоту, целомудрие и искренность, а номер сделан «грамотно и технично». Артемий Троицкий оценил песню резко отрицательно: «ужасная, пафосная, занудная, в ней нет ничего русского».